# Jean Bouchaud (acteur)
Pour les articles homonymes, voir Jean Bouchaud et Bouchaud.
Jean Bouchaud, né le 3 août 1936 à Marseille, est un acteur et scénariste français. Il est le père de l'acteur Nicolas Bouchaud.

## Biographie
Son père capitaine au long cours, quitte la marine marchande en 1936 pour se consacrer au syndicalisme.
Il passe son enfance à Marseille et part vivre à Paris à l'âge de 13 ans.
Il suit les cours Dullin où il a pour professeur Jean Vilar. Il fait de la figuration au Théâtre national populaire et écrit des sketches ; il monte un numéro avec Pierre Richard Los Bimbos, puis Pop 4 qu'ils jouent à la Fontaine des Quatre-Saisons et dans des cabarets de la rive gauche.
Il travaille ensuite avec Roger Planchon au Théâtre de la Cité à Caen. Il y met en scène Le Mariage de figaro, Hedda Gabler, Victor ou les Enfants au pouvoir et Le Cœur sur la main de Loleh Bellon.
Il écrit pour Jean-Christophe Averty une comédie musicale Show effroi dont la musique est de Georges Moustaki.
En 1980, sa pièce C'était comment déjà consacrée à la vieillesse et à la solitude est jouée au Petit Odéon, traduite en plusieurs langues, elle est également jouée au Burgtheater de Vienne.
En 1981, son scénario Le Gros Oiseau est adapté par Jean-Michel Ribes et diffusé le 11 juin de la même année à la télévision, il y interprète un des premiers rôles et y a pour partenaires son épouse Danielle Girard, François Cluzet, Patrick Chesnais, Philippe Khorsand, Marc Dudicourt.

## Filmographie

### Acteur

#### Cinéma
- 1961 : Les Godelureaux
- 1964 : Le Train : Schmidt
- 1964 : Que personne ne sorte : Peter Panto
- 1971 : Pouce : Le père
- 1971 : Le Saut de l'ange
- 1972 : L'Attentat : L'inspecteur Le Gall
- 1973 : Je sais rien, mais je dirai tout : Un agent au commissariat
- 1973 : R.A.S. : Capitaine Viollet
- 1974 : Marseille contrat : Rouget
- 1975 : Folle à tuer : Le commissaire Melin
- 1975 : La Course à l'échalote : L'adjoint Brunet
- 1980 : Inspecteur la Bavure : Inspecteur Zingo
- 1986 : Manon des sources : Le Curé
- 1989 : La Révolution française : L'abbé Sieyès
- 1991 : La vieille qui marchait dans la mer : Mazurier

#### Télévision
- 1958-1961 : La Belle Équipe d'Ange Casta (Série TV)
- 1963 : Premier amour : Philippe
- 1963 : Le Chevalier de Maison-Rouge : Dufresne
- 1966 : Le destin de Rossel
- 1976-1981 : L'inspecteur mène l'enquête
- 1978 : Derniers témoins : Méla
- 1978 : De mémoire d'homme
- 1978 : Messieurs les jurés : L'Affaire Servoz d'André Michel
- 1980 : Changements de décors : Bob Lastride/Oreste
- 1981 : Julien Fontanes, magistrat : Boussay
- 1981 : Le gros oiseau : José Spira
- 1982 : Merci Bernard
- 1982 : L'Été 36 : Le commissaire
- 1984 : L'Appartement
- 1990 : Les Cinq Dernières Minutes : Pierre Riscoeur
- 1990 : Détective Gentleman : Leon Graf
- 1995 : L'affaire Dreyfus : Zurlinden
- 1996 : Un drôle de cadeau : Monsieur Jolibois
- 2005 : Un coin d'Azur : Anton Vatuchek
- 2009 : 12 balles dans la peau pour Pierre Laval : Procureur Mornet
- 2009 : L'affaire Salengro : Léon Renier

### Scénariste

#### Cinéma
- 1974 :  Les bidasses s'en vont en guerre
- 1980 :  Inspecteur la Bavure

#### Télévision
- 1981 :  Le Gros oiseau
- 1985 :  Le Réveillon
- 1985 :  C'était comment déjà
- 1992 :  Fou de foot
- 1996 :  Un drôle de cadeau
- 2001 :  Objectif bac
- 2004 :  Penn sardines
- 2005 :  Un coin d'Azur
- 2008 :  Une ombre derrière la porte

### Dialoguiste
- 1982 :  Merci Bernard

## Théâtre
- Les Caisses qu'est-ce ?, Comédie de Caen, Théâtre La Bruyère
- Le gros oiseau (auteur, mise en scène), Gaîté-Montparnasse, édité à l'Avant-Scène en 1999
- C'était comment déjà ? (auteur, mise en scène), Petit Odéon, édité chez Actes Sud Papiers puis aux éditions La Traverse
- Un Coin d'Azur (auteur, mise en scène), théâtre La Bruyère, édité à l'Avant-Scène
- Le Cœur sur la main (mise en scène) de Loleh Bellon,  Studio des Champs-Elysées